# Isnilon Hapilon
Isnilon Totoni Hapilon (10 tháng 3 năm 1968 – 16 tháng 10 năm 2017), còn được biết đến bởi nom de guerre Abu Abdullah al-Filipini ("Abu Abdullah the Filipino"), là một chiến binh Hồi giáo Moro liên kết với Nhà nước Hồi giáo Iraq và Levant.
Ông là lãnh đạo Abu Sayyaf, trước khi các tiểu đoàn của nó cam kết trung thành với Abu Bakr al-Baghdadi.
Một bản tin tháng 4 năm 2016 của ISIL Al Naba nói rằng Hapilon đã được chỉ định là "tiểu vương của tất cả các lực lượng Nhà nước Hồi giáo IS tại Philippines".
Vào sáng sớm ngày 16 tháng 10 năm 2017, anh đã bị Quân đội Philippines giết chết trong Khủng hoảng Marawi, cùng với Omar Maute.